# فرانك فولر
فرانك فولر (بالإنجليزية: Frank Fuller) (1893 في الولايات المتحدة - 29 أكتوبر 1965 في الولايات المتحدة) هو لاعب كرة قاعدة ولاعب كرة قدم أمريكي في مركز قاعدي ثاني ‏. لعب مع بوسطن وديترويت تايجرز.